# Viviana Chávez
Viviana Chávez (Astica, Província de San Juan (Argentina), 28 de maig de 1987), és una corredora de llarga distància i maratoniana argentina.
L'atleta argentina originària d'Astica, un poble de la província de San Juan, d'uns set-cents habitants, que va començar a córrer el 2010, ha tingut com a entrenador a Darío Núñez i treballa com a professora d'Educació Física. L'abril de 2016, es va classificar a la Marató de Rotterdam, amb un temps de 2ː38'20" -per sota de les 2ː39'00", la marca exigida per la Confederació Argentina d'Atletisme (CADA)-, aconseguint, així, assegurar-se la participació en la marató dels Jocs Olímpics de Rio de 2016.

## Millors marques personals[2][7]
| Prova             | Temps    | Lloc de celebració       | Data                   |
| ----------------- | -------- | ------------------------ | ---------------------- |
| 1.500 m.          | 4:28.04  | Buenos Aires, Argentina  | 28 de setembre de 2013 |
| 3.000 m.          | 9:51.6h  | Córdoba, Argentina       | 21 de febrer de 2015   |
| 5.000 m.          | 16:33.7h | Córdoba, Argentina       | 27 de febrer de 2015   |
| 10.000 m.         | 35:01.73 | Rosario, Argentina       | 27 d'abril de 2014     |
| 10 km. en Ruta    | 33:54    | Viedma, Argentina        | 22 de setembre de 2013 |
| 15 km. en Ruta    | 59:38    | Buenos Aires, Argentina  | 5 d'agost de 2012      |
| 10 Milles en Ruta | 59:55    | Chilecito, Argentina     | 18 de febrer de 2012   |
| Mitja Marató      | 1:15:20  | Buenos Aires, Argentina  | 7 de juny de 2015      |
| Marató            | 2:38:27  | Rotterdam, Països Baixos | 10 d'abril de 2016     |